# WebCite

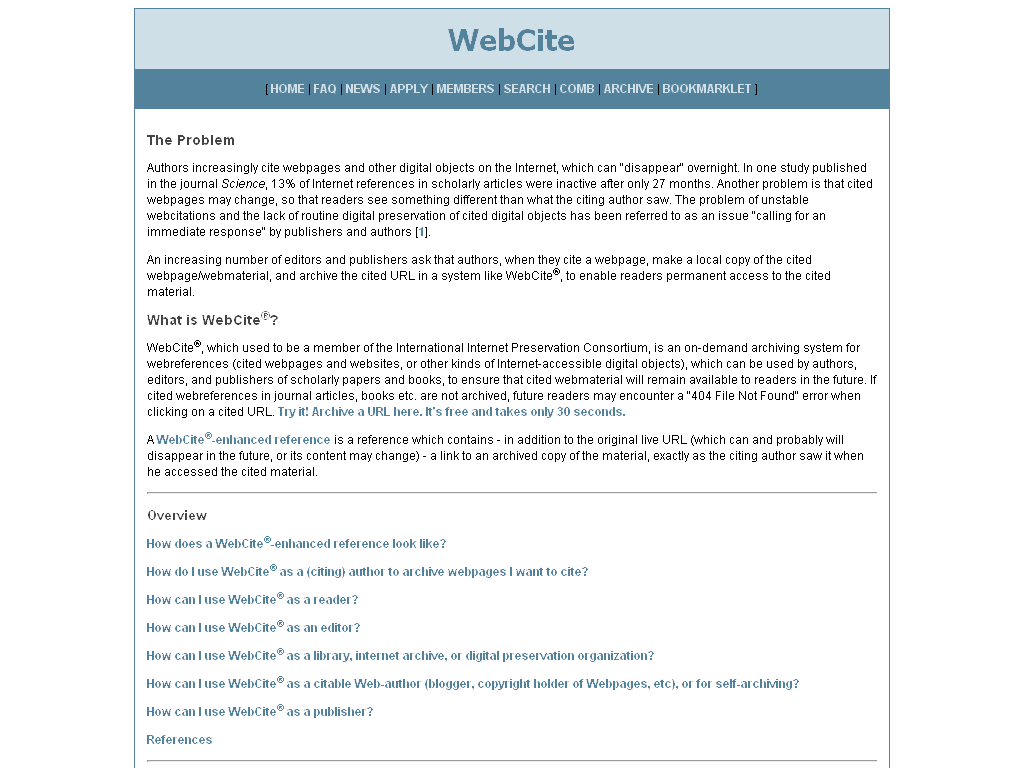
Captura de ecrã do WebCite

WebCite é um serviço de arquivamento de páginas da internet evitando a quebra do link online, administrado pelo consórcio sem fins-lucrativos WebCite, que após o processo pode subsequentemente citar a página através do WebCite, além de citar o URL original da página, que pode ser visualizar indefinidamente por leitores, mesmo que a original seja modificada ou removida da internet por algum motivo. Pode ser utilizado por autores individuais e leitores sem precisar de carregamento. O WebCite é membro do International Internet Preservation Consortium.
Um arquivo pode ter todos os tipos de conteúdo da internet, incluindo HTML, PDF, JavaScript e imagens digitais e, também metainformação sobre as fontes coletadas, assim como tempo de acesso, Internet media type e tamanho do conteúdo. Esses dados são importantes por que estabelecem a autenticidade da fonte arquivada. O website não possui problemas com direitos autorais ao arquivar as páginas, pois utiliza o conceito de fair use e sua licença implícita; o detentor dos direitos de uma página também pode solicitar que ela seja removida dos arquivos.

## Processo de arquivamento
Para arquivar qualquer página no WebCite, é necessário inserir o URL da página e o e-mail de quem solicita o processo, a ser inserido na página archive, e opcionalmente preencher outros campos logo abaixo, como título, data, nome da fonte, entre outros.